# 陳天祥 (元朝)
陳天祥（1230年—1316年），趙州寧晉（今河北寧晉）人，元朝政治人物。
元太宗窩闊台二年（1230年）生，因兄陳祐仕河南，自寧晉移家洛陽。至元二十一年，拜監察御史，任內直言盧世榮貪瀆奸邪，世祖命其入京對質，盧世榮遂遭正法。擢吏部郎中。至元二十四年，改任治書侍御史，彈劾鄂州行省臣岳束木凶暴不法。當时右丞相桑哥與岳束木為姻黨，反诬天祥入罪，系狱近四百天。二十五年春正月，遇大赦得到釋放。二十八年，提升爲行臺侍御史。不久因疾辭官回家。元貞元年，任山東西道廉訪使。元仁宗即位，復召陳天祥入京，以老疾辭。元仁宗延祐三年（1316年）卒。嘗著《四書集註辨疑》十五卷。